# Jackie Kiddle
Jackie Kiddle (Nueva Plymouth, 16 de julio de 1994) es una deportista neozelandesa que compite en remo.
Ganó tres medallas en el Campeonato Mundial de Remo entre los años 2017 y 2022.

## Palmarés internacional
| Campeonato Mundial | Campeonato Mundial        | Campeonato Mundial | Campeonato Mundial      |
| Año                | Lugar                     | Medalla            | Prueba                  |
| ------------------ | ------------------------- | ------------------ | ----------------------- |
| 2017               | Sarasota (Estados Unidos) | Medalla de plata   | Doble scull ligero      |
| 2019               | Ottensheim (Austria)      | Medalla de oro     | Doble scull ligero      |
| 2022               | Račice (República Checa)  | Medalla de bronce  | Scull individual ligero |